# Dylan Thomas
Dylan Marlais Thomas, född 27 oktober 1914 i Swansea i Wales, död 9 november 1953 i New York i New York, var en walesisk (brittisk) författare och poet.

## Liv och verk
Dylan Thomas föddes 1914 i Swansea i södra Wales. Hans far var lärare i engelsk litteratur och Thomas fick tidigt ett starkt intresse för språk och litteratur. Thomas slutade skolan vid sexton års ålder och började arbeta som tidningsreporter för South Wales Daily Post. 1932 beslutade han sig för att bli poet på heltid och lämnade jobbet som reporter. Under denna tid skrev han mer än hälften av all sin poesi. 1934 flyttade han till London och debuterade samma år med den kritikerrosade 18 Poems.
Dylan Thomas räknas av många som en av 1900-talets stora författare. Till skillnad från de samtida poeterna T.S. Eliot och W.H. Auden finns det inga sociala eller intellektuella teman i Thomas diktning utan den är mer besläktad med romantikens traditioner. Med 18 Poems förbluffade den unge diktaren med en romantiskt besjälad poesi, där en keltiskt färgad naturkänsla samsas med ett bildspråk som verkar inspirerat av surrealismen. I senare samlingar som Deaths and Entrances (1946) fick det romantiska ett mer barockmässigt, storslaget och högstämt uttryck.
Utöver poesi skrev han även korta berättelser och manus för film och radio; ofta hade Thomas själv roller i radiouppsättningarna. Hans uppläsningar inför publik, särskilt i USA, hyllades. Thomas djupa, artikulerade och ibland utmanande, stämma blev nästan lika berömd som hans verk. Till Thomas mest välkända arbeten hör pjäsen Intill mjölkhagen, som hade urpremiär för BBC 1954 och som filmatiserades 1973. Hit hör även dikten Do not go gentle into that good night, en villanella skriven 1951 om Thomas döende far, liksom Porträtt av konstnären som valp, en roman med självbiografiska inslag.
Thomas hade problem med pengar och alkoholism i sitt vuxna liv. Han avled 1953 under en uppläsningsturné i New York då han var gravt alkoholiserad. Hans sista ord sägs ha varit "I've had eighteen straight whiskies, I think that's the record...". Detta har dock ifrågasatts av senare forskare, såsom David Thomas.
2003 hedrades hans minne då dikten Was there a time blev en väggdikt på Lage Rijndijk 96 i den nederländska staden Leiden. En av världens bästa galopphästar har uppkallats efter Dylan Thomas.

## I kulturen
Filmen The Edge of Love från 2008 handlar om Dylan Thomas liv. Delar av dikten Do not go gentle into that good night citeras i filmen Interstellar.
Ulf Lundell gav 1984 ut albumet 12 sånger där Thomas förärats en sång.